# Ruta de Illinois 50
La Ruta de Illinois 50, y abreviada IL 50 (en inglés: Illinois Route 50) es una carretera estatal estadounidense ubicada en el estado de Illinois. La carretera inicia en el sur desde la US 45  , US 52   en West Kankakee hacia el norte en la US 41     en Skokie. La carretera tiene una longitud de 107 km (66.49 mi).

## Mantenimiento
Al igual que las autopistas interestatales, y las rutas federales y el resto de carreteras estatales, la Ruta de Illinois 50 es administrada y mantenida por el Departamento de Transporte de Illinois por sus siglas en inglés IDOT.

## Cruces
La Ruta de Illinois 50 es atravesada principalmente por la I 57     en Bradley
US 30     en Matteson
US 6     en Oak Forest
I 294     en Alsip
US 12  , US 20   en Oak Lawn
I 55     en Chicago
I 290     en Chicago
US 14     en Chicago.